# Hochwasserrückhaltebecken Sudheim
Das Hochwasserrückhaltebecken Sudheim ist ein Hochwasserrückhaltebecken (HRB) des Wasserverbandes Obere Lippe (WOL) an der Sauer bei Lichtenau (Kreis Paderborn, Nordrhein-Westfalen) und gehört zum Einzugsgebiet von Lippe und Rhein.
Als „grünes Becken“, in dem sich normalerweise kein Wasser befindet, dient es dem Hochwasserschutz von Lichtenau und der unterhalb davon gelegenen Ortschaften.

## Geographische Lage
Das Hochwasserrückhaltebecken liegt im Naturpark Teutoburger Wald / Eggegebirge auf der Paderborner Hochfläche an der Sauer. Es befindet sich oberhalb der Lichtenauer Kernstadt im Naturschutzgebiet Sauertal (NSG-Nr. 319051), das seit 2000 besteht und etwa 927 ha groß ist. Sein Staudamm steht rund 1,4 km südöstlich des südöstlichen Dorfausgangs (Sudheimer Weg) mit dem dortigen Gut Sudheim und etwa gleich weit westnordwestlich der im Vollstaubereich gelegenen Mündung (ca. 305 m ü. NHN) des Bachs von Kleinenberg in die Sauer. Jeweils etwas entfernt führen die Bundesstraße 68 (im Abschnitt Lichtenau–Kleinenberg) im Osten und die Kreisstraße 25 (im Abschnitt Lichtenau–Holtheim) im Westen vorbei.

## Geschichte
Weil die Sauer öfters starkes Hochwasser führt, wie zum Beispiel zwischen dem 15. und 17. Juli 1965 bei der Heinrichsflut, und dabei weite Teile der anliegenden Ortschaften überflutete, wurde an ihrem Oberlauf oberhalb Lichtenaus bzw. vom Gut Sudheim ein Hochwasserrückhaltebecken errichtet, das überschüssiges Sauerwasser aufnimmt: Der Staudammbau begann im Jahr 1978 und endete 1980. Die Inbetriebnahme geschah nach vollendetem Probestau 1981.
Neben dem HRB Sudheim entstanden am Sauerunterlauf das HRB Ebbinghausen und an ihrem Mündungfluss Altenau das HRB Husen-Dalheim.

## Staudamm mit Auslassbauwerk
Der Staudamm, dessen Kronenhöhe sich auf 311,57 m Höhe befindet, ist an seiner Krone etwa 400 m lang und 12,5 m (über der Talsohle) bzw. 13,30 m (über der Gründungssohle) und 5 m breit. Er besteht aus einer Felsschüttung mit Lehmkern und seine Böschungsneigung liegt luftseitig bei 1:2 bis 1:2,5 und wasserseitig bei 1:3.
In den Damm wurde ein etwa 58 m langes Auslassbauwerk aus Stahlbeton mit 1,4 m Durchmesser und einer Hochwasserentlastungsanlage integriert, die bis zu 31,0 m³/s durchlassen kann; die Leistung am Grundablass liegt bei 8 m³/s. Am luftseitigen Dammfuß wurde ein Betriebsgebäude mit Kontroll- und Steuergeräten nahe dem Auslassbauwerk errichtet.

## Hochwasserrückhaltebecken
Das Staubecken hat 3,408 Mio. m³ Gesamt- bzw. Hochwasserschutzraum, bei einem normalen Speicherraum von 2,511 Mio. m³. Das Bemessungshochwasser liegt bei 74,1 m³/s. Der Stauraum ist für ein rund 32,83 km² großes Niederschlags- bzw. Einzugsgebiet ausgelegt. Das Stauziel liegt bei genau 309 m Höhe und das höchste Stauziel (ein Hochwasser, das sich im Durchschnitt einmal in 1000 Jahren ereignet) bei 310,15 m. Die überstaute Fläche umfasst bei Stauziel 72,07 ha und bei höchstem Stauziel 82,75 ha.

## Arbeiten an Fließgewässer und Infrastruktur
Während des Staudammbaus wurde der im Dammbereich befindliche Gewässerabschnitt der Sauer als unterirdisch durch den Damm führender Kanal ausgebildet. Zudem wurden die Zufahrtsstraße zum Parkplatz am Betriebsgebäude und ein paar Spazier-, Wander- und Kontrollwege, ein solcher führt auch über den Damm, angelegt.